# DFPT法
DFPT法は、密度汎関数摂動論（英語：density functional perturbation theory、略称：DFPT）に基づく電子状態計算の方法の一つ。分子または結晶中の原子核の変位に対応するポテンシャル変化を摂動として扱い、摂動状態についても非摂動状態と同様に、拘束条件付き変分原理を満たす形式で記述できるとした理論。周期系に対するDFPTはBaroniらによって1987年に提唱された。DFPTにより、任意の波数ベクトルを持つ原子の変位に伴う全エネルギーの二階微分を高精度で効率よく計算できる（線形応答理論を使う）。これから基準振動のエネルギーまたはフォノンバンド（フォノンバンドからフォノン状態密度も求められる）を得る事ができる。同様の手法を使ってマグノンの計算をさせることも可能。
DFPT法で扱う系が超伝導体の場合、DFPT法で得られたフォノン（格子振動）に関しての情報と、同時に求めた電子状態の情報から、BCS理論の範囲内での超伝導になる転移温度を求めることができる。通常のバンド計算手法でも、フォノン等の情報が従来型の方法で求められれば上記と同様に超伝導転移温度の計算は可能。
また、フォノンの分散だけでなく誘電率、弾性定数、圧電定数などの応答係数の計算にも適用されている。